# Among Us
Among Us ↓3 je multiplayer detektivska igra koju je razvio i objavio američki studio InnerSloth 15. lipnja 2018. godine. Igra se odvija na jednoj od tri lokacije u svemiru i igrači mogu biti u jednoj od dviju uloga: članovi posade ili uljezi, s tim da su većina članovi posade, a jedan do tri igrača uljezi, ovisno o postavkama partije. Dužnosti članova posade jesu da otkriju tko su uljezi, riješe ih se i završe zadatke koji su im dodijeljeni, dok je cilj uljeza da neprimjetno ubiju članove posade.
Premda prvobitno nije bila popularna, doživjela je rast popularnosti sredinom 2020. godine zahvaljujući popularnim YouTuberima i streamerima na Twitchu. U kolovozu 2020. godine najavljen je nastavak, Among Us 2, ali je mjesec dana kasnije otkazan kako bi se studio mogao usredotočiti na poboljšanje originalne verzije igre.

## Doživljaj igre
U igri sudjeluju najmanje četiri osobe, a najviše njih deset. Nasumičnim izborom na početku partije jedan, dva ili tri igrača mogu biti uljezi (ovisno o postavki), dok su ostali članovi posade. Radnja se odvija na jednoj od tri karte: svemirskom brodu (The Skeld), sjedištu kompanije Mira (Mira HQ) i planetarnoj bazi (Polus). Članovi posade dobivaju zadatke, poput popravljanja žica i punjenja benzina, koje obavljaju u obliku mini igara. Uljezi dobivaju popis lažnih zadataka koji im pomaže da se bolje uklope među članove posade; također mogu sabotirati pojedine sustave na karti, kretati se ventilacijskim otvorima, vidjeti tko su drugi uljezi, zaključavati vrata (ne odnosi se na kartu Mira HQ jer nema vrata) i ubijati članove posade. Ako igrač umre, postaje duh; duhovi se mogu kretati kroz zidove, završiti preostale zadatke, ali im je onemogućen razgovor sa živim članovima posade i nevidljivi su drugim igračima koji su živi (s tim da se duhovi mogu međusobno vidjeti). Bez obzira na to što je pogled igre odozgo nadolje, svi igrači, osim duhova, imaju ograničeno vidno polje.
Kako bi članovi posade pobijedili, moraju završiti sve zadatke prije nego što ih uljezi ubiju ili pronaći i riješiti se uljeza. Kako bi uljezi pobijedili, moraju ubiti dovoljno članova posade tako da broj uljeza bude istovjetan broju članova posade ili im jedna od „većih” sabotaža mora poći za rukom (brojač u lijevom kutu ekrana mora doći do nule). Dužnost duhova jest da pomognu članovima posade tako što će završiti svoje zadatke (ako su bili članovi posade) ili tako što će sabotirati igrače (ako su bili uljezi). Kad uljez aktivira sabotažu, posljedica može biti neposredna (na primjer, svjetla će se odmah ugasiti, vrata zatvoriti itd.) ili se može aktivirati odbrojavanje (u ovom se slučaju sabotaža mora sanirati prije nego što brojač na ekranu dođe do nule; u suprotnom će svi članovi posade umrijeti, a uljezi pobijediti). Sabotaže se saniraju na različite načine ovisno o izabranoj vrsti, a mogu ih sanirati i sami uljezi.
Kad igrač nađe truplo, može ga prijaviti, što zaustavlja sve druge elemente igre i pokreće grupni sastanak na kojem igrači razgovorom pokušavaju otkriti uljeza. Kako bi se lakše utvrdio identitet uljeza, postoji nekoliko sustava za praćenje na svakoj karti koji mogu biti od pomoći: sigurnosne kamere na Skeldu, zapisnik prolaza kroz vrata na Mira HQ i računalo za provjeru tko je živ, a tko mrtav na Polusu. Ako neko od igrača dobije većinu glasova, izbacuje ga se s karte i umire (u postavkama partije moguće je namjestiti da se ne otkrije je li izbačeni igrač uljez). Igrači također mogu sazvati izvanredni sastanak pritiskom dugmeta na karti. Komunicira se porukama i to samo tijekom sastanaka, s tim da duhovi mogu međusobno razgovarati i tijekom glavnog dijela igre. Iako nema ugrađenog sustava glasovnog razgovora, česta je pojava da se tijekom igre koriste programi s tom mogućnosti, kao što je Discord. Pred početak svake runde moguće je prilagoditi razne parametre igre, poput veličine vidnog polja i broja izvanrednih sastanaka. Dostupne su i kozmetičke opcije, poput promjene boje lika, šešira i odjeće, s tim da se neke od njih plaćaju. ↓4